# Agozo
Firmin Boubié Bazié, plus connu sous son nom de scène Agozo, est un chanteur du Burkina Faso. 

## Biographie
Bazié est né à Réo, dans la province de Sanguié, au Burkina Faso. Il est de l'ethnie  Gurunsi. 
Selon Bazié, il avait initialement reçu le nom Agozo de sa grand-mère sous la forme du mot Gurunsi (en Lyélé) gbôzor, qui signifie « tô plat ». Le tô est un plat burkinabé fait à base de bouillie de mil ou de sorgho. Quand Bazié était enfant, il n'aimait pas le tô chauffé, seulement le tô plat. Ses amis d'université ont estimé que cela ne sonnait pas bien, alors ils ont ajouté un « a » et supprimé le « b » pour donner Agozo. 
Agozo est entré dans la musique en 1995 en tant que membre du groupe de zouglou Les Wôyô. 
En août 2016, un événement musical et un concours classant la taille du corps des femmes, auquel Agozo a participé et promu, ont été signalés par des réseaux d'information occidentaux tels que France 24, The Guardian et Reuters en raison d'une controverse qui l'entourait. L'événement a été interdit par le Ministère de la Femme, de la Solidarité Nationale et de la Famille du Burkina Faso,,,. 

## Discographie

### Albums
- 2015 : La Go s'inspire de la tradition musicale Gurunsi binon et du coupé-décalé de Côte d'Ivoire[8].